# 北岳山荘

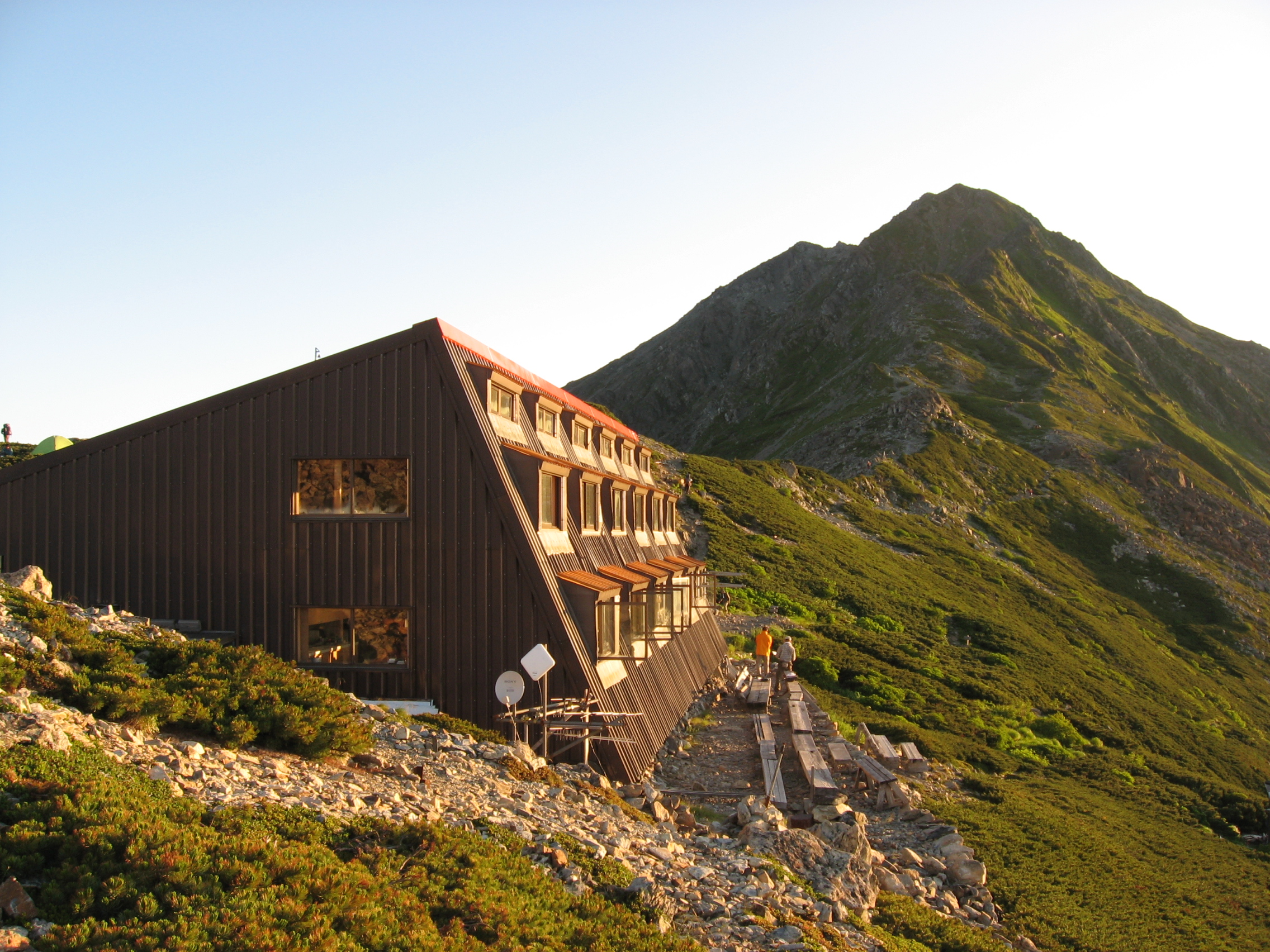
北岳山荘と北岳

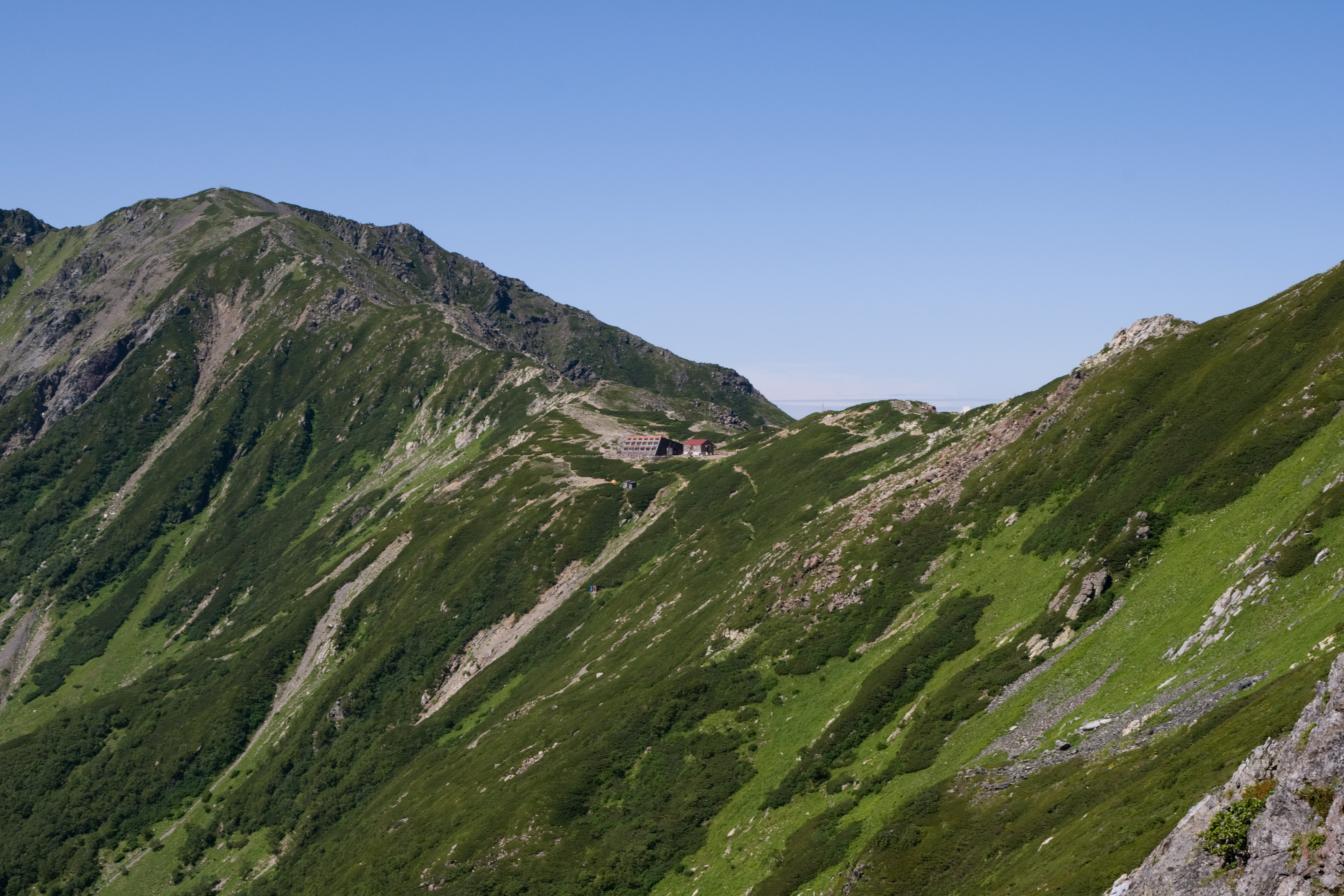
八本歯のコル付近より北岳山荘遠景。左にそびえる山は中白根山。

北岳山荘（きただけさんそう）は、南アルプス国立公園内の赤石山脈（南アルプス）の北岳から中白根山にかけての鞍部、標高2,900 m地点にある山梨県南アルプス市営の山小屋である。小屋から北岳の山頂までは、上りが約1時間20分、下りが約55分の歩行時間を要する。

## 概要
1978年（昭和53年）7月に山梨県が建設した鉄骨2階建の山小屋で、収容人員は150人。山荘周辺にはキャンプ指定地がある。山小屋としては近代的な設備であり、また白峰三山の縦走路に位置していることもあって、夏山シーズンは大変混雑する。山荘に併設する形で、夏山シーズンのみ昭和大学医学部の北岳夏山診療所が開設されている。営業期間外は、緊急避難用として、小屋の2階の一部が開放されている。
周辺は森林限界のハイマツ帯で多くの高山植物が見られ、ライチョウの生息地となっている。北岳では初夏にその固有種のキタダケソウが見られる。富士山を正面に望むご来光のスポットでもある。

## 小屋のデータ
※2018年9月現在
- 定員：150名
- 営業期間：6月中旬 - 11月上旬
- 水場：小屋より往復90分、小屋内販売は無料
- 夏山診療所：昭和大学医学部の北岳夏山診療所（7月中旬 - 8月中旬）
- キャンプ指定地：テント約50張
- 所在地：山梨県南アルプス市芦安芦倉字野呂川入西方1684

## 周辺の山小屋
- 北岳肩ノ小屋（北岳直下）
- 白根御池小屋（北岳中腹）
- 両俣小屋（北岳西麓）
- 農鳥小屋 （間ノ岳から農鳥岳の鞍部）
- 熊の平小屋（三峰岳南）

## 周辺の山
- 白峰三山（北岳・間ノ岳・農鳥岳）
- 中白峰
- 甲斐駒ヶ岳
- 仙丈ヶ岳

## 関連画像

### 周辺の風景

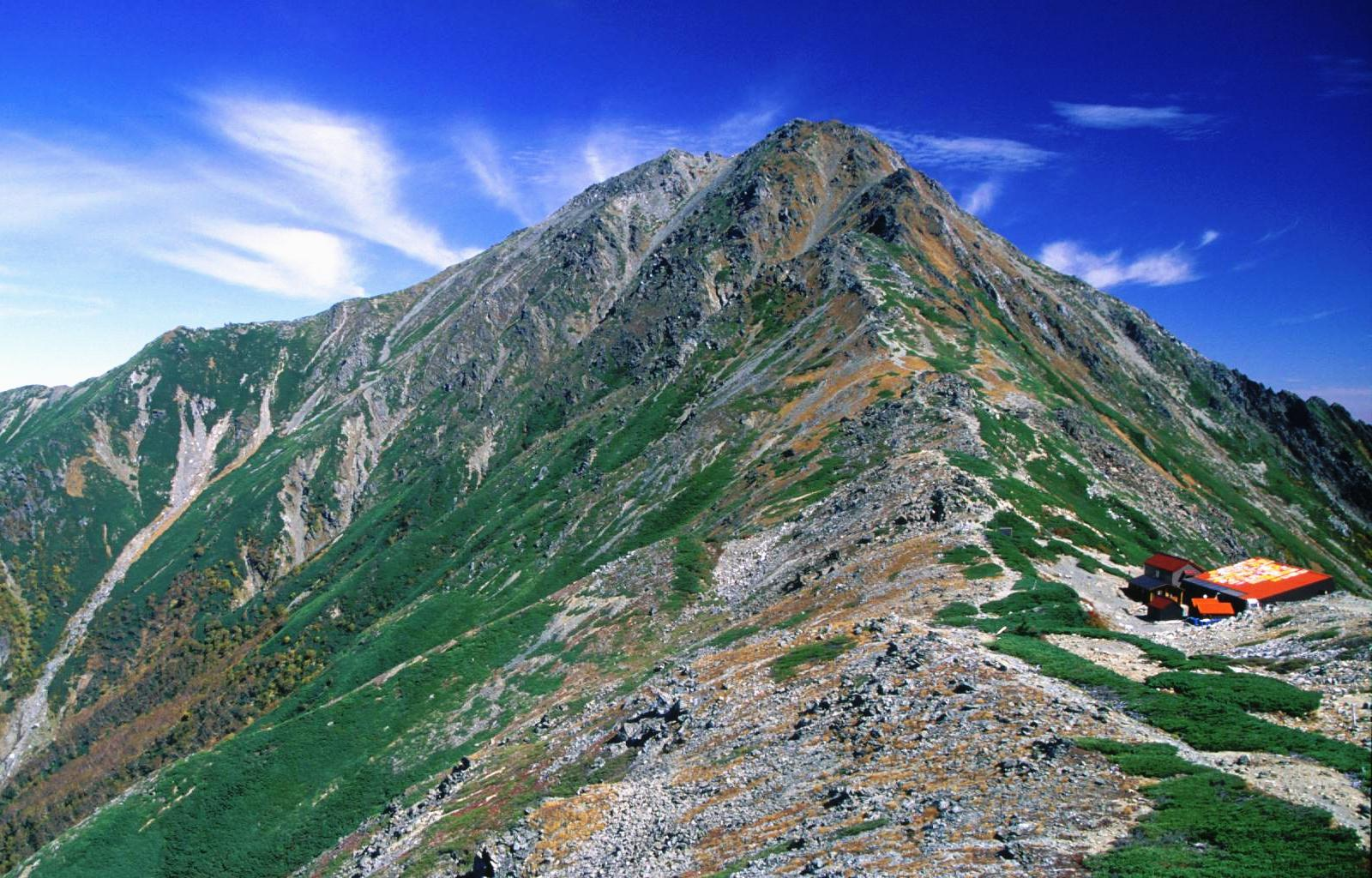
北岳山荘と北岳を背景に布団干しの光景（中白峰方面より）
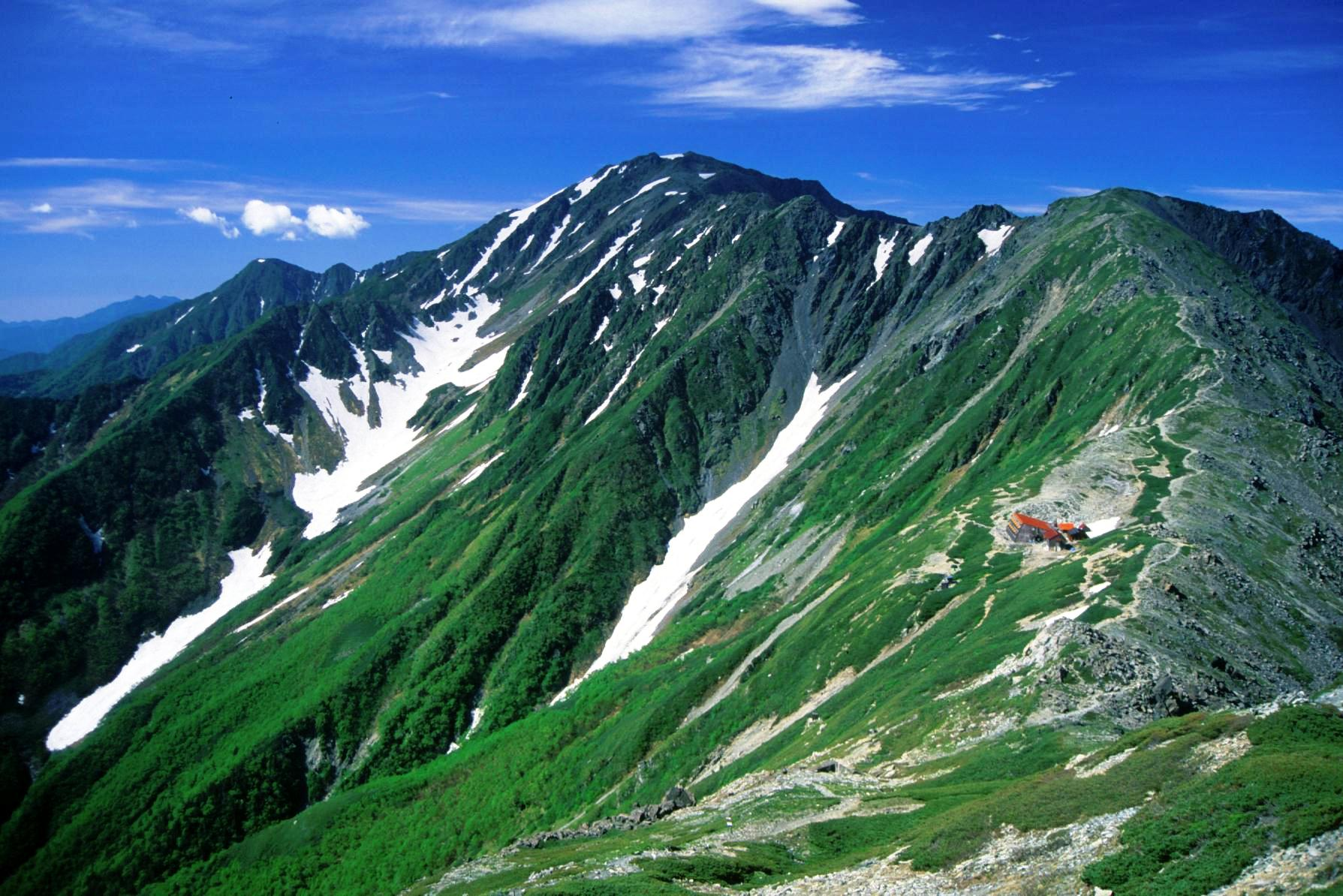
北岳山荘と間ノ岳（北岳より）
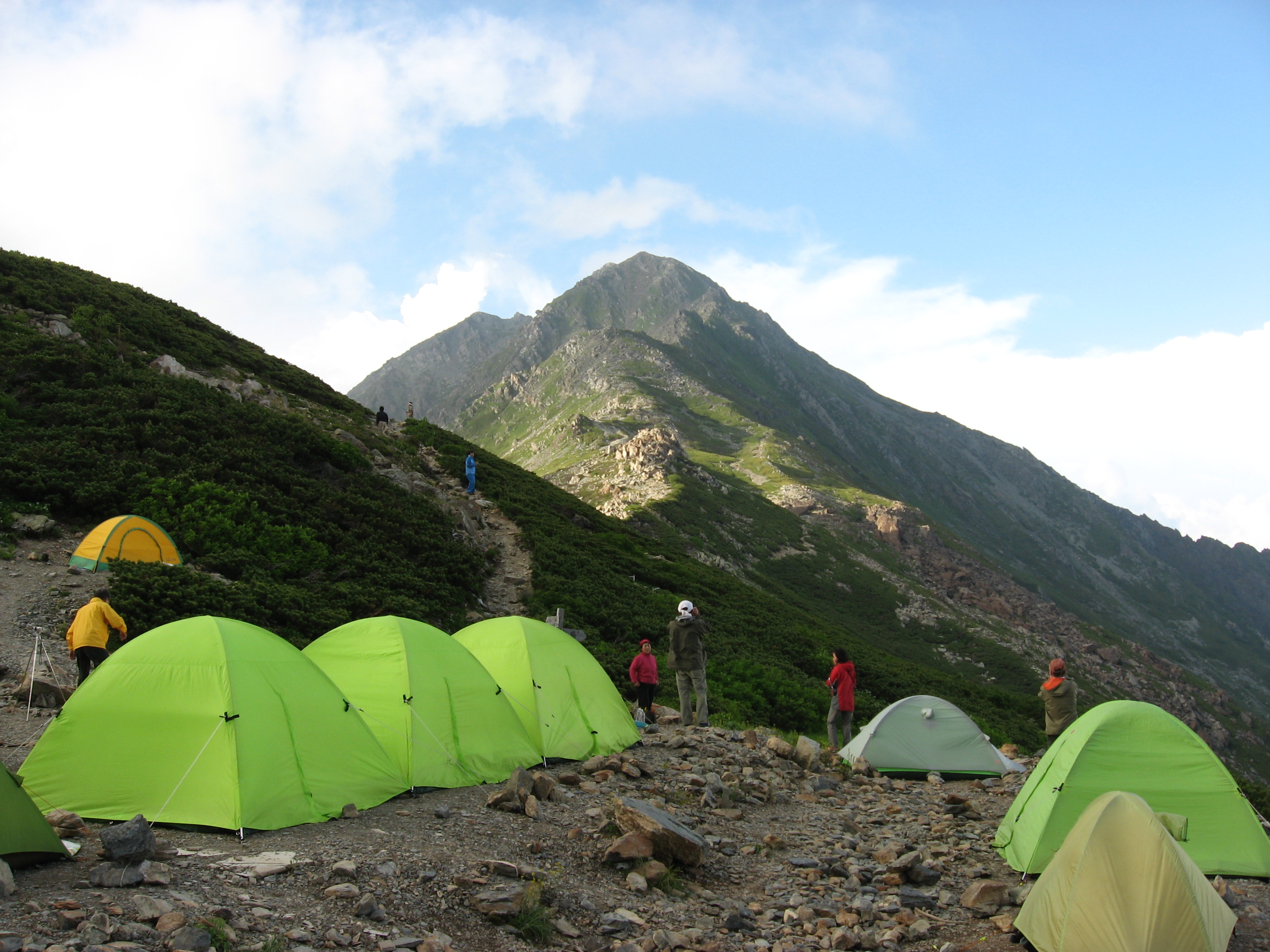
キャンプ指定池の様子
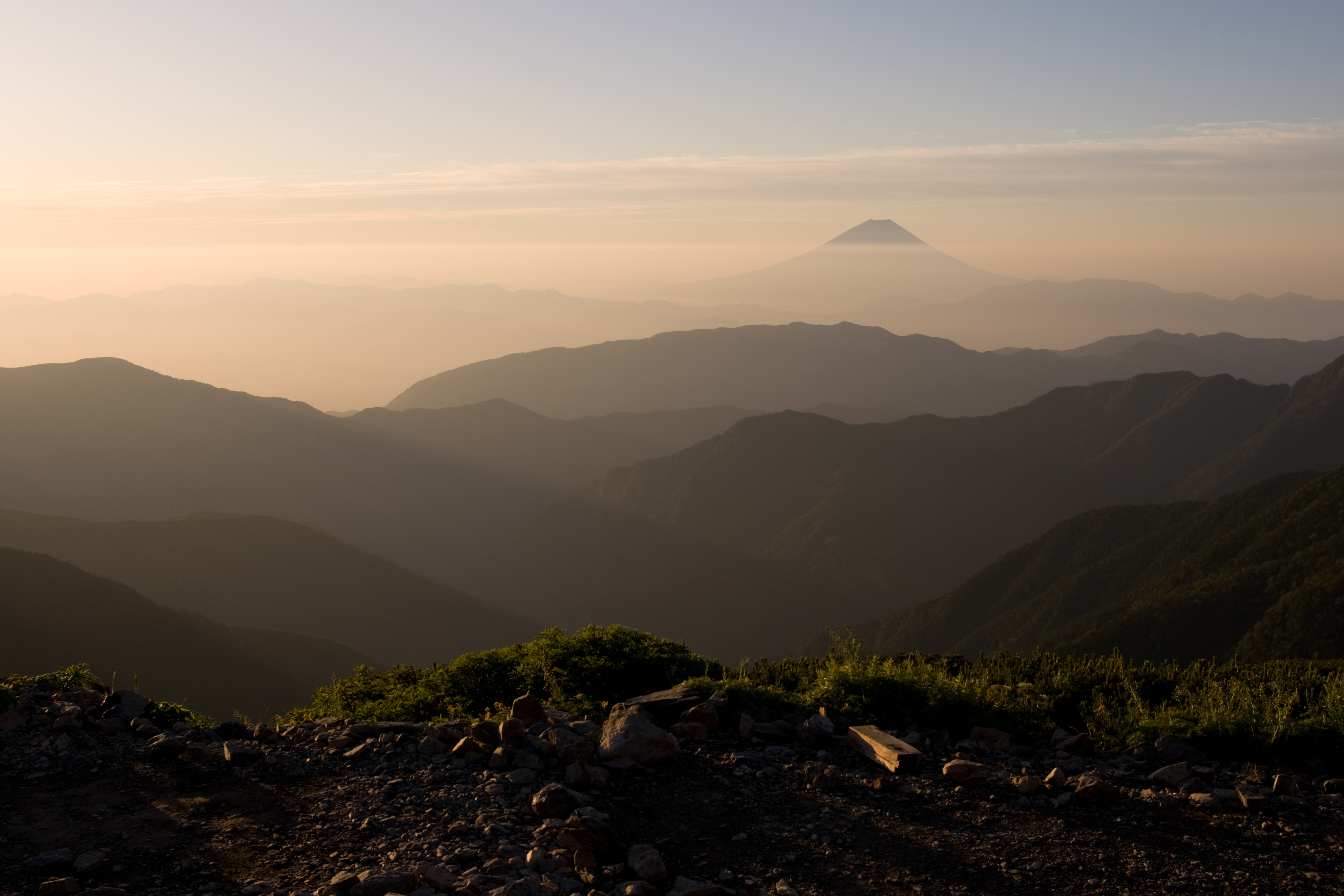
キャンプ指定地からは真正面に富士山を眺めることができる
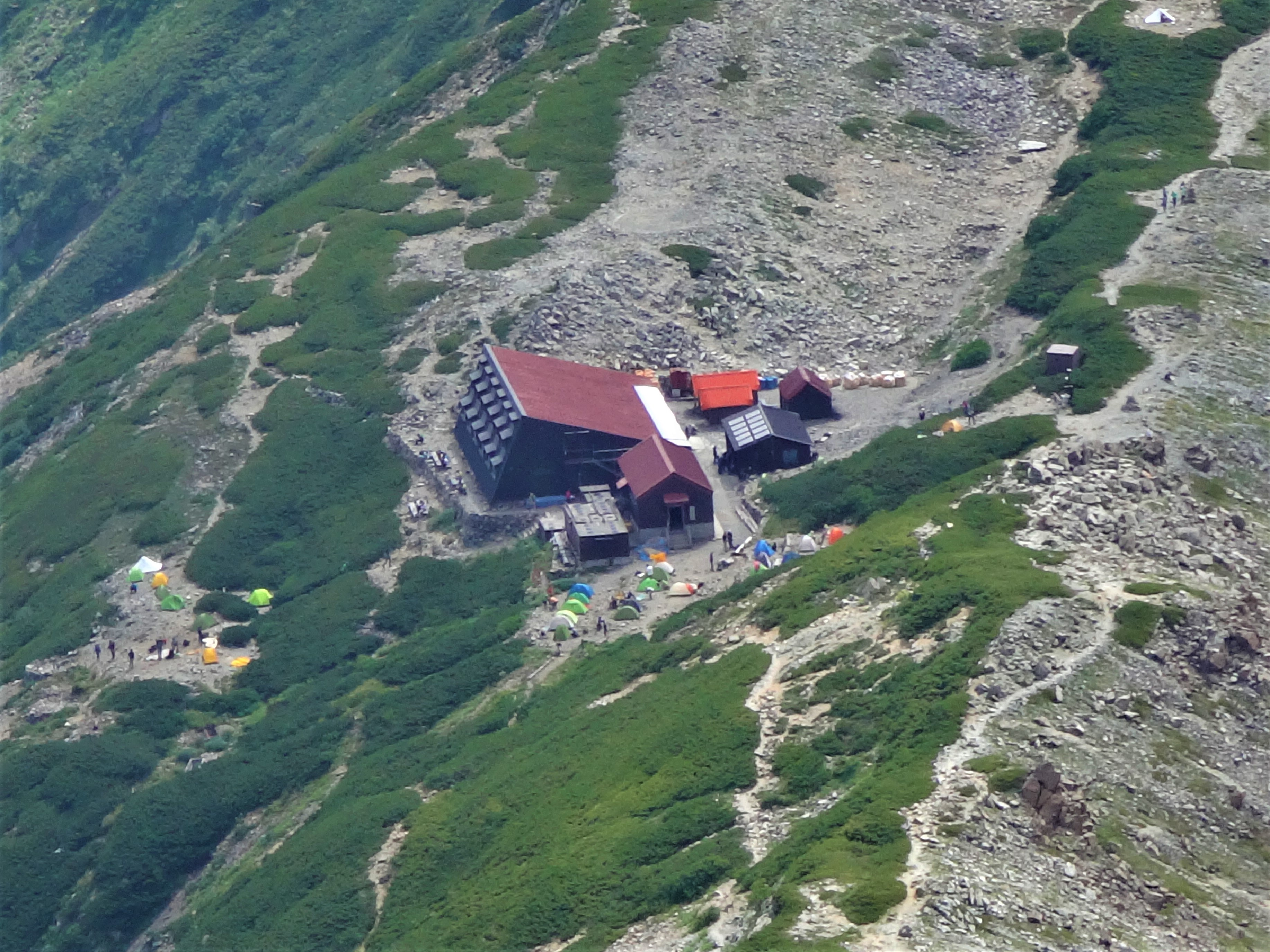
北岳からの北岳山荘